# Anti-Servische rellen in Sarajevo
De anti-Servische rellen in Sarajevo waren een samensmelting van grootschalig geweld tegen de Servische inwoners van Sarajevo op 28 en 29 juni 1914, direct volgend op de moord op Frans Ferdinand van Oostenrijk. Aangemoedigd door de Oostenrijks-Hongaarse regering namen de gewelddadige demonstraties kenmerken aan van een pogrom en leidden ze tot een ongekende etnische verdeeldheid in de geschiedenis van de stad. Twee Serviërs werden gedood op de eerste dag, velen werden, op straat of thuis, aangevallen. Tal van Servische winkels en huizen werden verwoest en geplunderd.

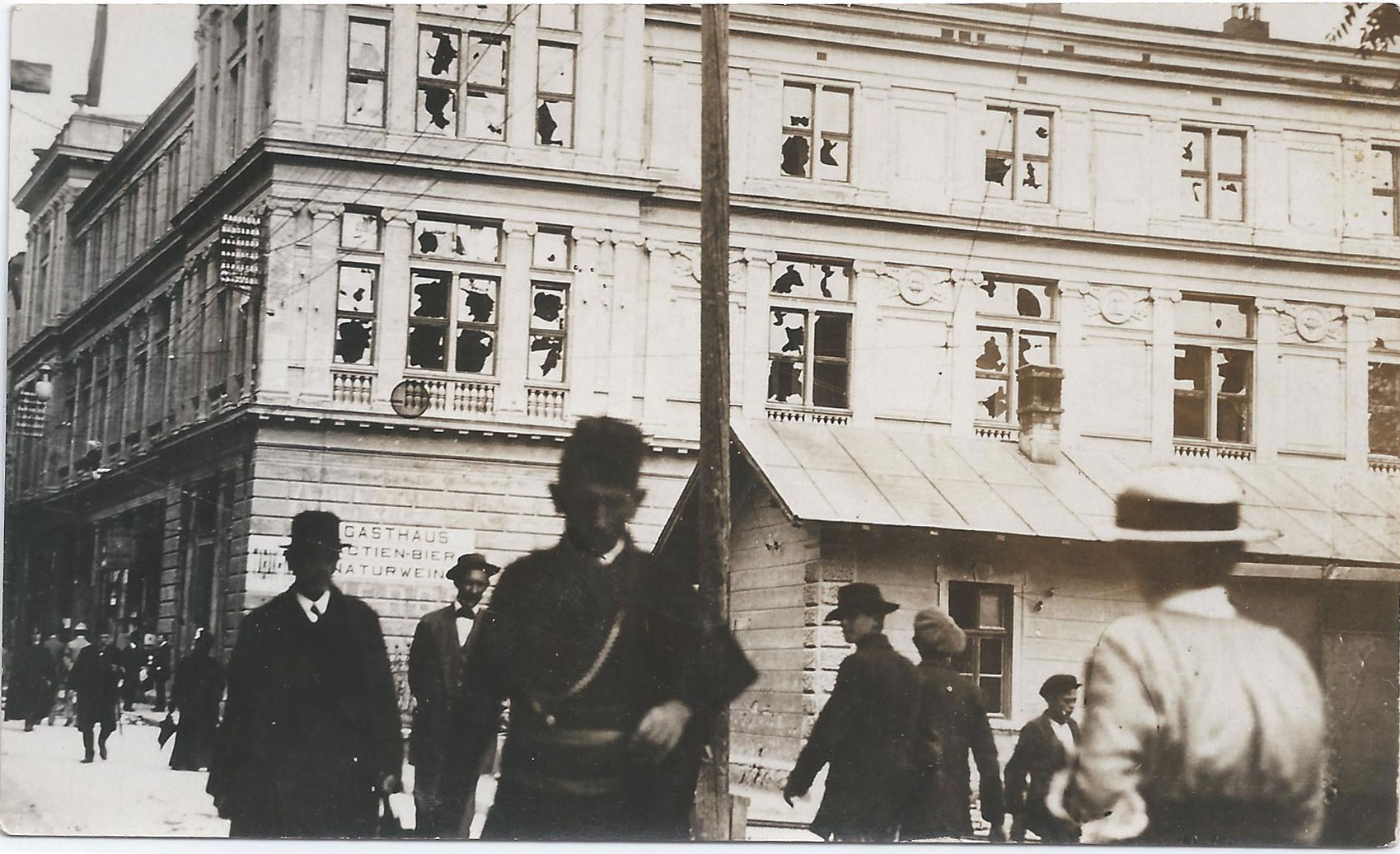
Gevandaliseerde Servische school